# Hydraena bispinosa
Hydraena bispinosa är en skalbaggsart som beskrevs av Pu 1951. Hydraena bispinosa ingår i släktet Hydraena och familjen vattenbrynsbaggar. Inga underarter finns listade i Catalogue of Life.